# Leander Paes
Leander Adrian Paes (Calcuta, 17 June 1973), 17 de juny de 1973) és un jugador professional indi retirat. Va destacar especialment en la modalitat de dobles esdevenint un dels millors tennistes de la història en aquesta especialitat. Va arribar a ocupar el primer lloc de l'escalafó mundial i va completar el Grand Slam en dobles masculins i dobles mixts després de guanyar tots quatre torneigs de Grand Slam en diverses ocasions.
Va guanyar un total de divuit títols de Grand Slam, vuit en dobles masculins i deu en dobles mixts. Com a curiositat, va guanyar un títol de Wimbledon en dobles mixts en tres dècades diferents. Va guanyar una medalla de bronze olímpica als Jocs Olímpics d'Atlanta 1996 en la prova individual i va arribar competir en set Jocs Olímpics consecutius entre els anys 1992 i 2016, fita tan per tennistes com per esportistes indis. Va formar part de l'equip indi Copa Davis en multitud d'ocasions i posteriorment també en fou el capità.
Va ser condecorat amb el premi Major Dhyan Chand Khel Ratna, màxima distinció esportiva de l'Índia l'any 1996, i moltes altres distincions per la seva contribució al tennis.

## Biografia
Fill de Jennifer i Vece Paes, que havien estat tots dos esportistes. El seu pare era jugador d'hoquei sobre herba i va formar part de la selecció índia que va aconseguir la medalla de bronze en els Jocs Olímpics de Múnic 1972, mentre que la seva mare fou capitana de la selecció índia de bàsquet. Va estudiar a l'escola La Martiniere de Calcuta, a l'institut Madras Christian College Higher Secondary School de Chetpet, i a la universitat St. Xavier's College de Calcuta.
Va començar a jugar a tennis i va entrar a l'acadèmia Britannia Amritraj Tennis Academy de Madràs l'any 1985. Va aconseguir popularitat en guanyar el títol de Wimbledon l'any 1990 en categoria júnior individual, esdevenint número 1 del rànquing en aquesta categoria.
Fou portador de la bandera representant l'Índia en els Jocs Olímpics de Sydney l'any 2000.

## Torneigs de Grand Slam

### Dobles masculins: 16 (8−8)
| Resultat  | Núm. | Any  | Torneig              | Parella         | Oponents                      | Marcador                    |
| --------- | ---- | ---- | -------------------- | --------------- | ----------------------------- | --------------------------- |
| Finalista | 1.   | 1999 | Open d'Austràlia     | Mahesh Bhupathi | Jonas Björkman Patrick Rafter | 3−6, 6−4, 4−6, 7−6(10), 4−6 |
| Guanyador | 1.   | 1999 | Roland Garros        | Mahesh Bhupathi | Goran Ivanišević Jeff Tarango | 6−2, 7−5                    |
| Guanyador | 2.   | 1999 | Wimbledon            | Mahesh Bhupathi | Paul Haarhuis Jared Palmer    | 6−7(10), 6−3, 6−4, 7−6(4)   |
| Finalista | 2.   | 1999 | US Open              | Mahesh Bhupathi | Sébastien Lareau Alex O'Brien | 6−7, 4−6                    |
| Guanyador | 3.   | 2001 | Roland Garros (2)    | Mahesh Bhupathi | Petr Pála Pavel Vízner        | 7−6, 6−3                    |
| Finalista | 3.   | 2004 | US Open (2)          | David Rikl      | Mark Knowles Daniel Nestor    | 3−6, 3−6                    |
| Finalista | 4.   | 2006 | Open d'Austràlia (2) | Martin Damm     | Bob Bryan Mike Bryan          | 6−4, 3−6, 4−6               |
| Guanyador | 4.   | 2006 | US Open              | Martin Damm     | Jonas Björkman Max Mirnyi     | 6−7(5), 6−4, 6−3            |
| Finalista | 5.   | 2008 | US Open (3)          | Lukáš Dlouhý    | Bob Bryan Mike Bryan          | 6−7(5), 6−7(10)             |
| Guanyador | 5.   | 2009 | Roland Garros (3)    | Lukáš Dlouhý    | Wesley Moodie Dick Norman     | 3−6, 6−3, 6−2               |
| Guanyador | 6.   | 2009 | US Open (2)          | Lukáš Dlouhý    | Mahesh Bhupathi Mark Knowles  | 3−6, 6−3, 6−2               |
| Finalista | 6.   | 2010 | Roland Garros        | Lukáš Dlouhý    | Nenad Zimonjić Daniel Nestor  | 5−7, 2−6                    |
| Finalista | 7.   | 2011 | Open d'Austràlia (3) | Mahesh Bhupathi | Bob Bryan Mike Bryan          | 3−6, 4−6                    |
| Guanyador | 7.   | 2012 | Open d'Austràlia     | Radek Štěpánek  | Bob Bryan Mike Bryan          | 7−6(1), 6−2                 |
| Finalista | 8.   | 2012 | US Open (4)          | Radek Štěpánek  | Bob Bryan Mike Bryan          | 3−6, 4−6                    |
| Guanyador | 8.   | 2013 | US Open (3)          | Radek Štěpánek  | Alexander Peya Bruno Soares   | 6−1, 6−3                    |

### Dobles mixts: 18 (10−8)
| Resultat  | Núm. | Any  | Torneig              | Parella             | Oponents                              | Marcador         |
| --------- | ---- | ---- | -------------------- | ------------------- | ------------------------------------- | ---------------- |
| Guanyador | 1.   | 1999 | Wimbledon            | Lisa Raymond        | Anna Kúrnikova Jonas Björkman         | 6−4, 3−6, 6−3    |
| Finalista | 1.   | 2001 | US Open              | Lisa Raymond        | Rennae Stubbs Todd Woodbridge         | 4−6, 7−5, [9−11] |
| Guanyador | 2.   | 2003 | Open d'Austràlia     | Martina Navrátilová | Eleni Daniïlidu Todd Woodbridge       | 6−4, 7−5         |
| Guanyador | 3.   | 2003 | Wimbledon (2)        | Martina Navrátilová | Anastassia Rodiónova Andy Ram         | 6−3, 6−3         |
| Finalista | 2.   | 2004 | Open d'Austràlia     | Martina Navrátilová | Elena Bovina Nenad Zimonjić           | 1−6, 6−7         |
| Finalista | 3.   | 2005 | Roland Garros        | Martina Navrátilová | Daniela Hantuchová Fabrice Santoro    | 6−3, 3−6, 2−6    |
| Finalista | 4.   | 2007 | US Open (2)          | Meghann Shaughnessy | Viktória Azàrenka Max Mirnyi          | 4−6, 6−7(6)      |
| Guanyador | 4.   | 2008 | US Open              | Cara Black          | Liezel Huber Jamie Murray             | 7−6, 6−4         |
| Finalista | 5.   | 2009 | Wimbledon            | Cara Black          | Anna-Lena Grönefeld Mark Knowles      | 5−7, 3−6         |
| Finalista | 6.   | 2009 | US Open (3)          | Cara Black          | Carly Gullickson Travis Parrot        | 2−6, 4−6         |
| Guanyador | 5.   | 2010 | Open d'Austràlia (2) | Cara Black          | Iekaterina Makàrova Jaroslav Levinský | 7−5, 6−3         |
| Guanyador | 6.   | 2010 | Wimbledon (3)        | Cara Black          | Lisa Raymond Wesley Moodie            | 6−4, 7−6         |
| Finalista | 7.   | 2012 | Open d'Austràlia (2) | Ielena Vesninà      | B. Mattek-Sands Horia Tecău           | 3−6, 7−5, [3−10] |
| Finalista | 8.   | 2012 | Wimbledon (2)        | Ielena Vesninà      | Lisa Raymond Mike Bryan               | 3−6, 7−5, 4−6    |
| Guanyador | 7.   | 2015 | Open d'Austràlia (3) | Martina Hingis      | Kristina Mladenovic Daniel Nestor     | 6−4, 6−3         |
| Guanyador | 8.   | 2015 | Wimbledon (4)        | Martina Hingis      | Tímea Babos Alexander Peya            | 6−1, 6−1         |
| Guanyador | 9.   | 2015 | US Open (2)          | Martina Hingis      | B. Mattek-Sands Sam Querrey           | 6−4, 3−6, [10−7] |
| Guanyador | 10.  | 2016 | Roland Garros        | Martina Hingis      | Sania Mirza Ivan Dodig                | 4−6, 6−4, [10−8] |

## Jocs Olímpics

### Individual
| Any  | Campionat                            | Oponent           | Resultat      |
| ---- | ------------------------------------ | ----------------- | ------------- |
| 1996 | Jocs Olímpics, Atlanta, Estats Units | Fernando Meligeni | 3−6, 6−2, 6−4 |

## Palmarès

### Individual: 1 (1−0)
| Llegenda (pre/post 2009)                                 |
| -------------------------------------------------------- |
| Grand Slams (0−0)                                        |
| Tennis Masters Cup / ATP Finals (0−0)                    |
| ATP Masters Series / ATP World Tour Masters 1000 (0−0)   |
| ATP International Series Gold / ATP World Tour 500 (0−0) |
| ATP International Series / ATP World Tour 250 (1−0)      |

| Títols per superfície |
| --------------------- |
| Dura (0−0)            |
| Gespa (1−0)           |
| Terra batuda (0−0)    |

| Resultat  | Núm. | Data                 | Torneig               | Superfície | Oponent        | Marcador |
| --------- | ---- | -------------------- | --------------------- | ---------- | -------------- | -------- |
| Guanyador | 1.   | 12 de juliol de 1998 | Newport, Estats Units | Gespa      | Neville Godwin | 6−3, 6−2 |

### Dobles masculins: 98 (55−43)
| Llegenda (pre/post 2009)                                  |
| --------------------------------------------------------- |
| Grand Slams (8−8)                                         |
| Tennis Masters Cup / ATP Finals (0−4)                     |
| ATP Masters Series / ATP World Tour Masters 1000 (13−5)   |
| ATP International Series Gold / ATP World Tour 500 (6−10) |
| ATP International Series / ATP World Tour 250 (28−16)     |

| Títols per superfície |
| --------------------- |
| Dura (0−0)            |
| Gespa (0−0)           |
| Terra batuda (0−0)    |
| Moqueta (0−0)         |

| Resultat  | Núm. | Data                   | Torneig                                              | Superfície   | Parella          | Oponent                              | Marcador                |
| --------- | ---- | ---------------------- | ---------------------------------------------------- | ------------ | ---------------- | ------------------------------------ | ----------------------- |
| Finalista | 1.   | 21 d'agost de 1995     | New Haven, Estats Units                              | Dura         | Nicolás Pereira  | Rick Leach Scott Melville            | 3−6, 7−5, 4−6           |
| Guanyador | 1.   | 14 d'abril de 1997     | Chennai, Índia                                       | Dura         | Mahesh Bhupathi  | Oleg Ogorodov Eyal Ran               | 7−6, 7−5                |
| Guanyador | 2.   | 21 d'abril de 1997     | Praga, Txèquia                                       | Terra batuda | Mahesh Bhupathi  | Petr Luxa David Škoch                | 6−1, 6−1                |
| Guanyador | 3.   | 4 d'agost de 1997      | Mont-real, Canadà                                    | Dura         | Mahesh Bhupathi  | Sébastien Lareau Alex O'Brien        | 7−6, 6−3                |
| Guanyador | 4.   | 17 d'agost de 1997     | New Haven                                            | Dura         | Mahesh Bhupathi  | Sébastien Lareau Alex O'Brien        | 6−4, 6−7, 6−2           |
| Guanyador | 5.   | 5 d'octubre de 1997    | Pequín, Xina                                         | Dura (i)     | Mahesh Bhupathi  | Alex O'Brien Jim Courier             | 7−5, 7−6                |
| Guanyador | 6.   | 13 d'octubre de 1997   | Singapur, Singapur                                   | Moqueta (i)  | Mahesh Bhupathi  | Rick Leach Jonathan Stark            | 6−4, 6−4                |
| Finalista | 2.   | 23 de novembre de 1997 | ATP Tour World Championships, Hartford, Estats Units | Moqueta      | Mahesh Bhupathi  | Rick Leach Jonathan Stark            | 3−6, 4−6, 6−7           |
| Guanyador | 7.   | 12 de gener de 1998    | Doha, Qatar                                          | Dura         | Mahesh Bhupathi  | Olivier Delaître Fabrice Santoro     | 6−4, 3−6, 6−4           |
| Guanyador | 8.   | 15 de febrer de 1998   | Dubai, Emirats Àrabs Units                           | Dura         | Mahesh Bhupathi  | Donald Johnson Francisco Montana     | 6−2, 7−5                |
| Guanyador | 9.   | 13 d'abril de 1998     | Chennai (2)                                          | Dura         | Mahesh Bhupathi  | Olivier Delaître Max Mirnyi          | 6−7, 6−3, 6−2           |
| Guanyador | 10.  | 17 de maig de 1998     | Roma, Itàlia                                         | Terra batuda | Mahesh Bhupathi  | Ellis Ferreira Rick Leach            | 6−4, 4−6, 7−6           |
| Guanyador | 11.  | 12 d'octubre de 1998   | Xangai, Xina                                         | Moqueta (i)  | Mahesh Bhupathi  | Todd Woodbridge Mark Woodforde       | 6−4, 6−7, 7−6           |
| Finalista | 3.   | 12 d'octubre de 1998   | Singapur                                             | Moqueta (i)  | Mahesh Bhupathi  | Todd Woodbridge Mark Woodforde       | 2−6, 3−6                |
| Finalista | 4.   | 2 de novembre de 1998  | Stuttgart, Alemanya                                  | Dura (i)     | Mahesh Bhupathi  | Sébastien Lareau Alex O'Brien        | 3−6, 6−3, 5−7           |
| Guanyador | 12.  | 9 de novembre de 1998  | París, França                                        | Moqueta (i)  | Mahesh Bhupathi  | Jacco Eltingh Paul Haarhuis          | 6−4, 6−2                |
| Finalista | 5.   | 31 de gener de 1999    | Open d'Austràlia, Austràlia                          | Dura         | Mahesh Bhupathi  | Jonas Björkman Patrick Rafter        | 3−6, 6−4, 4−6, 7−6, 4−6 |
| Guanyador | 13.  | 12 d'abril de 1999     | Chennai (3)                                          | Dura         | Mahesh Bhupathi  | Wayne Black Neville Godwin           | 4−6, 7−5, 6−4           |
| Guanyador | 14.  | 6 de maig de 1999      | Roland Garros, França                                | Terra batuda | Mahesh Bhupathi  | Goran Ivanišević Jeff Tarango        | 6−2, 7−5                |
| Guanyador | 15.  | 14 de juny de 1999     | 's-Hertogenbosch, Països Baixos                      | Gespa        | Jan Siemerink    | Ellis Ferreira David Rikl            | Renúncia                |
| Guanyador | 16.  | 4 de juliol de 1999    | Wimbledon, Regne Unit                                | Gespa        | Mahesh Bhupathi  | Paul Haarhuis Jared Palmer           | 6−7, 6−3, 6−4, 7−6      |
| Guanyador | 17.  | 11 de juliol de 1999   | Newport, Estats Units                                | Gespa        | Wayne Arthurs    | Sargis Sargsian Chris Woodruff       | 6−7, 7−6, 6−3           |
| Finalista | 6.   | 16 d'agost de 1999     | Indianapolis, Estats Units                           | Dura         | Olivier Delaître | Paul Haarhuis Jared Palmer           | 3−6, 4−6                |
| Finalista | 7.   | 12 de setembre de 1999 | US Open, Estats Units                                | Dura         | Mahesh Bhupathi  | Sébastien Lareau Alex O'Brien        | 6−7, 4−6                |
| Finalista | 8.   | 21 de novembre de 1999 | ATP Tour World Championships, Hartford (2)           | Moqueta      | Mahesh Bhupathi  | Sébastien Lareau Alex O'Brien        | 3−6, 2−6, 2−6           |
| Guanyador | 18.  | 8 de maig de 2000      | Orlando, Estats Units                                | Terra batuda | Jan Siemerink    | Justin Gimelstob Sébastien Lareau    | 6−3, 6−4                |
| Guanyador | 19.  | 9 d'octubre de 2000    | Tòquio, Japó                                         | Dura         | Mahesh Bhupathi  | Michael Hill Jeff Tarango            | 6−4, 6−7, 6−3           |
| Finalista | 9.   | 3 de desembre de 2000  | ATP Tour World Championships, Bangalore (3)          | Dura         | Mahesh Bhupathi  | Donald Johnson Piet Norval           | 6−7, 3−6, 4−6           |
| Guanyador | 20.  | 29 d'abril de 2001     | Atlanta, Estats Units                                | Terra batuda | Mahesh Bhupathi  | Rick Leach David Macpherson          | 6−3, 7−6                |
| Guanyador | 21.  | 6 de maig de 2001      | Houston, Estats Units                                | Terra batuda | Mahesh Bhupathi  | Kevin Kim Jim Thomas                 | 7−6, 6−2                |
| Guanyador | 22.  | 28 de maig de 2001     | Roland Garros (2)                                    | Terra batuda | Mahesh Bhupathi  | Petr Pála Pavel Vízner               | 7−6, 6−3                |
| Guanyador | 23.  | 6 d'agost de 2001      | Cincinnati, Estats Units                             | Dura         | Mahesh Bhupathi  | Martin Damm David Prinosil           | 7−6, 6−3                |
| Finalista | 10.  | 22 d'octubre de 2001   | Basilea, Suïssa                                      | Moqueta (i)  | Mahesh Bhupathi  | Ellis Ferreira Rick Leach            | 6−7, 4−6                |
| Finalista | 11.  | 6 de novembre de 2001  | París                                                | Moqueta (i)  | Mahesh Bhupathi  | Ellis Ferreira Rick Leach            | 6−3, 4−6, 3−6           |
| Guanyador | 24.  | 31 de desembre de 2001 | Chennai (4)                                          | Dura         | Mahesh Bhupathi  | Tomáš Cibulec Ota Fukárek            | 5−7, 6−2, 7−5           |
| Guanyador | 25.  | 29 d'abril de 2002     | Mallorca, Espanya                                    | Terra batuda | Mahesh Bhupathi  | Julian Knowle Michael Kohlmann       | 6−2, 6−4                |
| Guanyador | 26.  | 24 de febrer de 2003   | Dubai (2)                                            | Dura         | David Rikl       | Wayne Black Kevin Ullyett            | 6−3, 6−0                |
| Guanyador | 27.  | 3 de març de 2003      | Delray Beach, Estats Units                           | Dura         | Nenad Zimonjić   | Raemon Sluiter Martin Verkerk        | 7−5, 3−6, 7−5           |
| Finalista | 12.  | 3 d'abril de 2003      | Miami, Estats Units                                  | Dura         | David Rikl       | Roger Federer Max Mirnyi             | 5−7, 3−6                |
| Finalista | 13.  | 16 de juny de 2003     | 's-Hertogenbosch                                     | Gespa        | Donald Johnson   | Martin Damm Cyril Suk                | 5−7, 6−7                |
| Guanyador | 28.  | 13 de juliol de 2003   | Gstaad, Suïssa                                       | Terra batuda | David Rikl       | František Čermák Leoš Friedl         | 6−3, 6−3                |
| Finalista | 14.  | 28 de febrer de 2004   | Dubai                                                | Dura         | Jonas Björkman   | Mahesh Bhupathi Fabrice Santoro      | 2−6, 6−4, 4−6           |
| Guanyador | 29.  | 14 de juny de 2004     | Halle, Alemanya                                      | Gespa        | David Rikl       | Tomáš Cibulec Petr Pála              | 6−2, 7−5                |
| Guanyador | 30.  | 11 de juliol de 2004   | Gstaad (2)                                           | Terra batuda | David Rikl       | Marc Rosset Stanislas Wawrinka       | 6−4, 6−2                |
| Guanyador | 31.  | 8 d'agost de 2004      | Toronto (2)                                          | Dura         | Mahesh Bhupathi  | Jonas Björkman Max Mirnyi            | 6−4, 6−2                |
| Finalista | 15.  | 12 de setembre de 2004 | US Open (2)                                          | Dura         | David Rikl       | Mark Knowles Daniel Nestor           | 3−6, 3−6                |
| Guanyador | 32.  | 20 de setembre de 2004 | Delray Beach (2)                                     | Dura         | Radek Štěpánek   | Gastón Etlis Martín Rodríguez        | 6−0, 6−3                |
| Guanyador | 33.  | 17 d'abril de 2005     | Montecarlo, Mònaco                                   | Terra atuda  | Nenad Zimonjić   | Bob Bryan Mike Bryan                 | Renúncia                |
| Guanyador | 34.  | 24 d'abril de 2005     | Barcelona, Espanya                                   | Terra batuda | Nenad Zimonjić   | Feliciano López Rafael Nadal         | 6−3, 6−3                |
| Guanyador | 35.  | 2 d'octubre de 2005    | Bangkok, Tailàndia                                   | Dura (i)     | Paul Hanley      | Jonathan Erlich Andy Ram             | 6−7, 6−1, 6−2           |
| Finalista | 16.  | 16 d'octubre de 2005   | Estocolm, Suècia                                     | Dura (i)     | Nenad Zimonjić   | Wayne Arthurs Paul Hanley            | 3−6, 3−6                |
| Finalista | 17.  | 24 d'octubre de 2005   | Madrid, Espanya                                      | Dura (i)     | Nenad Zimonjić   | Mark Knowles Daniel Nestor           | 6−3, 3−6, 2−6           |
| Finalista | 18.  | 20 de novembre de 2005 | Tennis Masters Cup, Xangai, Xina (4)                 | Moqueta (i)  | Nenad Zimonjić   | Michaël Llodra Fabrice Santoro       | 7−6(6), 3−6, 6−7(4)     |
| Finalista | 19.  | 29 de gener de 2006    | Open d'Austràlia (2)                                 | Dura         | Martin Damm      | Bob Bryan Mike Bryan                 | 6−4, 3−6, 4−6           |
| Guanyador | 36.  | 24 de juny de 2006     | 's-Hertogenbosch (2)                                 | Gespa        | Martin Damm      | Arnaud Clément Chris Haggard         | 6−1, 7−6                |
| Guanyador | 37.  | 10 de setembre de 2006 | US Open                                              | Dura         | Martin Damm      | Jonas Björkman Max Mirnyi            | 6−7, 6−4, 6−3           |
| Finalista | 20.  | 6 de gener de 2007     | Doha                                                 | Dura         | Martin Damm      | Mikhaïl Iujni Nenad Zimonjić         | 1−6, 6−7                |
| Guanyador | 38.  | 25 de febrer de 2007   | Rotterdam, Països Baixos                             | Dura (i)     | Martin Damm      | Andrei Pavel Alexander Waske         | 6−3, 6−7, [10−7]        |
| Guanyador | 39.  | 18 de març de 2007     | Indian Wells, Estats Units                           | Dura         | Martin Damm      | Jonathan Erlich Andy Ram             | 6−4, 6−4                |
| Finalista | 21.  | 1 d'abril de 2007      | Miami (2)                                            | Dura         | Martin Damm      | Bob Bryan Mike Bryan                 | 6−7, 6−3, [7−10]        |
| Finalista | 22.  | 25 de juny de 2007     | 's-Hertogenbosch (2)                                 | Gespa        | Martin Damm      | Jeff Coetzee Rogier Wassen           | 6−3, 6−7, [10−12]       |
| Finalista | 23.  | 15 de juny de 2008     | Halle                                                | Gespa        | Lukáš Dlouhý     | Mikhaïl Iujni Mischa Zverev          | 6−3, 4−6, [3−10]        |
| Finalista | 24.  | 21 de juny de 2008     | 's-Hertogenbosch (3)                                 | Gespa        | Mahesh Bhupathi  | Mario Ančić Jürgen Melzer            | 6−7, 3−6                |
| Finalista | 25.  | 8 de setembre de 2008  | US Open (3)                                          | Dura         | Lukáš Dlouhý     | Bob Bryan Mike Bryan                 | 6−7(5), 6−7(10)         |
| Guanyador | 40.  | 28 de setembre de 2008 | Bangkok (2)                                          | Dura (i)     | Lukáš Dlouhý     | Scott Lipsky David Martin            | 6−4, 7−6(4)             |
| Finalista | 26.  | 5 d'octubre de 2008    | Tòquio                                               | Dura         | Lukáš Dlouhý     | Mikhaïl Iujni Mischa Zverev          | 3−6, 4−6                |
| Finalista | 27.  | 17 de gener de 2009    | Auckland, Nova Zelanda                               | Dura         | Scott Lipsky     | Martin Damm Robert Lindstedt         | 5−7, 4−6                |
| Finalista | 28.  | 15 de febrer de 2009   | Rotterdam                                            | Dura         | Lukáš Dlouhý     | Daniel Nestor Nenad Zimonjić         | 2−6, 5−7                |
| Guanyador | 41.  | 7 de juny de 2009      | Roland Garros (3)                                    | Terra batuda | Lukáš Dlouhý     | Wesley Moodie Dick Norman            | 3−6, 6−3, 6−2           |
| Guanyador | 42.  | 14 de setembre de 2009 | US Open (2)                                          | Dura         | Lukáš Dlouhý     | Mahesh Bhupathi Mark Knowles         | 3−6, 6−3, 6−2           |
| Finalista | 29.  | 10 de gener de 2010    | Brisbane, Austràlia                                  | Dura         | Lukáš Dlouhý     | Jérémy Chardy Marc Gicquel           | 3−6, 6−7(5)             |
| Finalista | 30.  | 28 de febrer de 2010   | Dubai (2)                                            | Dura         | Lukáš Dlouhý     | Simon Aspelin Paul Hanley            | 2−6, 3−6                |
| Guanyador | 43.  | 4 d'abril de 2010      | Miami                                                | Dura         | Lukáš Dlouhý     | Mahesh Bhupathi Max Mirnyi           | 6−2, 7−5                |
| Finalista | 31.  | 6 de juny de 2010      | Roland Garros                                        | Terra batuda | Lukáš Dlouhý     | Daniel Nestor Nenad Zimonjić         | 5−7, 2−6                |
| Finalista | 32.  | 19 de juny de 2010     | 's-Hertogenbosch (4)                                 | Gespa        | Lukáš Dlouhý     | Robert Lindstedt Horia Tecău         | 6−1, 5−7, [7−10]        |
| Guanyador | 44.  | 17 d'octubre de 2010   | Xangai (2)                                           | Dura         | Jürgen Melzer    | Mariusz Fyrstenberg Marcin Matkowski | 7−5, 4−6, [10−5]        |
| Guanyador | 45.  | 9 de gener de 2011     | Chennai (5)                                          | Dura         | Mahesh Bhupathi  | Robin Haase David Martin             | 6−2, 6−7(3), [10−7]     |
| Finalista | 33.  | 30 de gener de 2011    | Open d'Austràlia (3)                                 | Dura         | Mahesh Bhupathi  | Bob Bryan Mike Bryan                 | 3−6, 4−6                |
| Guanyador | 46.  | 3 d'abril de 2011      | Miami (2)                                            | Dura         | Mahesh Bhupathi  | Max Mirnyi Daniel Nestor             | 6−7(5), 6−2, [10−5]     |
| Finalista | 34.  | 13 de juny de 2011     | Londres, Regne Unit                                  | Gespa        | Mahesh Bhupathi  | Bob Bryan Mike Bryan                 | 7−6(2), 6−7(4), [6−10]  |
| Guanyador | 47.  | 21 d'agost de 2011     | Cincinnati (2)                                       | Dura         | Mahesh Bhupathi  | Michaël Llodra Nenad Zimonjić        | 7−6(4), 7−6(2)          |
| Guanyador | 48.  | 8 de gener de 2012     | Chennai (6)                                          | Dura         | Janko Tipsarević | Jonathan Erlich Andy Ram             | 6−4, 6−4                |
| Guanyador | 49.  | 29 de gener de 2012    | Open d'Austràlia                                     | Dura         | Radek Štěpánek   | Bob Bryan Mike Bryan                 | 7−6(1), 6−2             |
| Guanyador | 50.  | 1 d'abril de 2012      | Miami (3)                                            | Dura         | Radek Štěpánek   | Max Mirnyi Daniel Nestor             | 3−6, 6−1, [10−8]        |
| Finalista | 35.  | 10 de setembre de 2012 | US Open (4)                                          | Dura         | Radek Štěpánek   | Bob Bryan Mike Bryan                 | 3−6, 4−6                |
| Finalista | 36.  | 7 d'octubre de 2012    | Tòquio (2)                                           | Dura         | Radek Štěpánek   | Alexander Peya Bruno Soares          | 3−6, 6−7(5)             |
| Guanyador | 51.  | 14 d'octubre de 2012   | Xangai (3)                                           | Dura         | Radek Štěpánek   | Mahesh Bhupathi Rohan Bopanna        | 6−7(7), 6−3, [10−5]     |
| Guanyador | 52.  | 24 d'agost de 2013     | Winston-Salem, Estats Units                          | Dura         | Daniel Nestor    | Treat Huey Dominic Inglot            | 7−6(10), 7−5            |
| Guanyador | 53.  | 9 de setembre de 2013  | US Open (3)                                          | Dura         | Radek Štěpánek   | Alexander Peya Bruno Soares          | 6−1, 6−3                |
| Finalista | 37.  | 3 d'agost de 2014      | Washington DC, Estats Units                          | Dura         | Samuel Groth     | Jean-Julien Rojer Horia Tecău        | 5−7, 4−6                |
| Guanyador | 54.  | 28 de setembre de 2014 | Kuala Lumpur, Malàisia                               | Dura (i)     | Marcin Matkowski | Jamie Murray John Peers              | 3−6, 7−6(5), [10−5]     |
| Finalista | 38.  | 11 de gener de 2015    | Chennai                                              | Dura         | Raven Klaasen    | Lu Yen-hsun Jonathan Marray          | 3−6, 6−7(4)             |
| Guanyador | 55.  | 17 de gener de 2015    | Auckland                                             | Dura         | Raven Klaasen    | Dominic Inglot Florin Mergea         | 7−6(1), 6−4             |
| Finalista | 39.  | 22 de febrer de 2015   | Delray Beach                                         | Dura         | Raven Klaasen    | Bob Bryan Mike Bryan                 | 3−6, 6−3, [6−10]        |
| Finalista | 40.  | 27 d'agost de 2016     | Winston-Salem                                        | Dura         | Andre Begemann   | G. García López Henri Kontinen       | 6−4, 6−7(6), [8−10]     |
| Finalista | 41.  | 25 de setembre de 2016 | Sant Petersburg, Rússia                              | Dura (i)     | Andre Begemann   | Dominic Inglot Henri Kontinen        | 6−4, 3−6, [10−12]       |
| Finalista | 42.  | 3 de març de 2018      | Dubai (3)                                            | Dura         | James Cerretani  | Jean-Julien Rojer Horia Tecău        | 2−6, 6−7(2)             |
| Finalista | 43.  | 25 d'agost de 2018     | Winston-Salem (2)                                    | Dura         | James Cerretani  | Jean-Julien Rojer Horia Tecău        | 4−6, 2−6                |

#### Períodes com a número 1
| Núm. | Predecessor     | Dates                   | Successor    | Setmanes | Acumulat |
| ---- | --------------- | ----------------------- | ------------ | -------- | -------- |
| 1.   | Mahesh Bhupathi | 21/06/1999 − 19/03/2000 | Jared Palmer | 39       | 39       |

### Dobles mixts: 18 (10−8)
| Títols per superfície |
| --------------------- |
| Dura (2−4)            |
| Gespa (2−1)           |
| Terra batuda (0−1)    |

| Resultat  | Núm. | Data                | Torneig                     | Superfície   | Parella             | Oponent                               | Marcador         |
| --------- | ---- | ------------------- | --------------------------- | ------------ | ------------------- | ------------------------------------- | ---------------- |
| Guanyador | 1.   | 21 de juny de 1999  | Wimbledon, Regne Unit       | Gespa        | Lisa Raymond        | Anna Kúrnikova Jonas Björkman         | 6−4, 3−6, 6−3    |
| Finalista | 1.   | 27 d'agost de 2001  | US Open, Estats Units       | Dura         | Lisa Raymond        | Rennae Stubbs Todd Woodbridge         | 4−6, 7−5, [9−11] |
| Guanyador | 2.   | 13 de gener de 2003 | Open d'Austràlia, Austràlia | Dura         | Martina Navrátilová | Eleni Daniïlidu Todd Woodbridge       | 6−4, 7−5         |
| Guanyador | 3.   | 23 de juny de 2003  | Wimbledon (2)               | Gespa        | Martina Navrátilová | Anastassia Rodiónova Andy Ram         | 6−3, 6−3         |
| Finalista | 2.   | 19 de gener de 2004 | Open d'Austràlia            | Dura         | Martina Navrátilová | Elena Bovina Nenad Zimonjić           | 1−6, 6−7         |
| Finalista | 3.   | 23 de maig de 2005  | Roland Garros, França       | Terra batuda | Martina Navrátilová | Daniela Hantuchová Fabrice Santoro    | 6−3, 3−6, 2−6    |
| Finalista | 4.   | 27 d'agost de 2007  | US Open (2)                 | Dura         | Meghann Shaughnessy | Viktória Azàrenka Max Mirnyi          | 4−6, 6−7(6)      |
| Guanyador | 4.   | 25 d'agost de 2008  | US Open                     | Dura         | Cara Black          | Liezel Huber Jamie Murray             | 7−6, 6−4         |
| Finalista | 5.   | 22 de juny de 2009  | Wimbledon                   | Gespa        | Cara Black          | Anna-Lena Grönefeld Mark Knowles      | 5−7, 3−6         |
| Finalista | 6.   | 31 d'agost de 2009  | US Open (3)                 | Dura         | Cara Black          | Carly Gullickson Travis Parrot        | 2−6, 4−6         |
| Guanyador | 5.   | 18 de gener de 2010 | Open d'Austràlia (2)        | Dura         | Cara Black          | Iekaterina Makàrova Jaroslav Levinský | 7−5, 6−3         |
| Guanyador | 6.   | 21 de juny de 2010  | Wimbledon (3)               | Gespa        | Cara Black          | Lisa Raymond Wesley Moodie            | 6−4, 7−6         |
| Finalista | 7.   | 16 de gener de 2012 | Open d'Austràlia (2)        | Dura         | Ielena Vesninà      | B. Mattek-Sands Horia Tecău           | 3−6, 7−5, [3−10] |
| Finalista | 8.   | 25 de juny de 2012  | Wimbledon (2)               | Gespa        | Ielena Vesninà      | Lisa Raymond Mike Bryan               | 3−6, 7−5, 4−6    |
| Guanyador | 7.   | 19 de gener de 2015 | Open d'Austràlia (3)        | Dura         | Martina Hingis      | Kristina Mladenovic Daniel Nestor     | 6−4, 6−3         |
| Guanyador | 8.   | 29 de juny de 2015  | Wimbledon (4)               | Gespa        | Martina Hingis      | Tímea Babos Alexander Peya            | 6−1, 6−1         |
| Guanyador | 9.   | 31 d'agost de 2015  | US Open (2)                 | Dura         | Martina Hingis      | B. Mattek-Sands Sam Querrey           | 6−4, 3−6, [10−7] |
| Guanyador | 10.  | 26 de maig de 2016  | Roland Garros               | Terra batuda | Martina Hingis      | Sania Mirza Ivan Dodig                | 4−6, 6−4, [10−8] |

## Trajectòria

### Individual
| Open d'Austràlia | A   | A   | A   | Q1          | Q2          | 1R          | A     | 2R          | 1R          | 1R          | 2R  | Q3  | 0 / 5    | 2 – 5    |
| Roland Garros | A   | A   | A   | Q2          | A           | A           | A     | 2R          | Q3          | Q2          | Q1  | A   | 0 / 1    | 1 – 1    |
| Wimbledon | A   | Q2  | Q1  | Q1          | Q3          | A           | 1R    | 1R          | 1R          | 1R          | A   | 2R  | 0 / 5    | 1 – 5    |
| US Open | A   | A   | Q3  | Q2          | 1R          | Q3          | 2R    | 3R          | 1R          | Q1          | A   | A   | 0 / 4    | 3 – 4    |
| Jocs Olímpics | NC  | NC  | 1R  | No celebrat | No celebrat | No celebrat | 3r    | No celebrat | No celebrat | No celebrat | 1R  | NC  | 0 / 3    | 5 – 3    |
| Total Victòries−Derrotes                                                                                                   | 0−1 | 6−5 | 4−1 | 4−6         | 4−5         | 9−9         | 14−14 | 15−20       | 13−12       | 6−10        | 7−6 | 5−4 | 101 – 99 | 101 – 99 |
| Rànquing a final d'any |     | 278 | 194 | 260         | 139         | 130         | 129   | 122         | 91          | 142         | 188 | 299 |          |          |
| Llegenda: G: Guanyador; F: Finalista; SF: Semifinalista; QF: Quarts de final; Q: Qualificació; A: Absent; RR: Round Robin; |     |     |     |             |             |             |       |             |             |             |     |     |          |          |

### Dobles masculins
| Open d'Austràlia | A   | A           | 2R          | QF          | A    | 1R          | SF          | F           | 1R    | 1R          | 2R          | QF          | 1R    | A           | F           | 3R          | 2R    | SF          | QF          | F           | G     | 1R          | QF          | 2R          | 1R    | 1R          | 3R          | 1R          | 1 / 24    | 49 – 23   |
| Roland Garros | A   | A           | A           | A           | A    | 2R          | SF          | G           | 2R    | G           | SF          | SF          | 2R    | QF          | 1R          | 2R          | 3R    | G           | F           | 2R          | 2R    | 2R          | A           | 3R          | QF    | 2R          | A           | 2R          | 3 / 21    | 53 – 18   |
| Wimbledon | Q1  | 1R          | 3R          | A           | 2R   | 1R          | 2R          | G           | A     | 1R          | 1R          | SF          | 1R    | QF          | SF          | QF          | SF    | 1R          | 2R          | 2R          | 3R    | SF          | SF          | 3R          | 2R    | 1R          | A           | 1R          | 1 / 24    | 44 – 23   |
| US Open | A   | SF          | 2R          | 1R          | A    | SF          | SF          | F           | 1R    | 1R          | 2R          | A           | F     | 1R          | G           | 1R          | F     | G           | 1R          | QF          | F     | G           | 3R          | 2R          | 1R    | 2R          | 1R          | 1R          | 3 / 25    | 59 – 22   |
| Jocs Olímpics | QF  | No celebrat | No celebrat | No celebrat | 2R   | No celebrat | No celebrat | No celebrat | 2R    | No celebrat | No celebrat | No celebrat | 4t    | No celebrat | No celebrat | No celebrat | QF    | No celebrat | No celebrat | No celebrat | 2R    | No celebrat | No celebrat | No celebrat | 1R    | No celebrat | No celebrat | No celebrat | 0 / 7     | 10 – 8    |
| ATP Finals | A   | A           | A           | A           | A    | F           | RR          | F           | F     | RR          | NC          | A           | A     | F           | SF          | SF          | RR    | RR          | RR          | SF          | SF    | RR          | A           | A           | A     | A           | A           | A           | 0 / 14    | 20 – 29   |
| Total Victòries−Derrotes                                                                                                   | 4−2 | 8−8         | 5−8         | 13−10       | 5−13 | 44−17       | 55−16       | 48−14       | 18−14 | 40−16       | 24−23       | 36−15       | 42−18 | 36−19       | 33−20       | 40−19       | 41−26 | 28−17       | 32−20       | 32−14       | 43−19 | 29−18       | 26−16       | 27−26       | 14−16 | 16−22       | 11−14       | 12−14       | 770 – 457 | 770 – 457 |
| Rànquing a final d'any | 179 | 93          | 142         | 76          | 89   | 14          | 4           | 1           | 84    | 9           | 33          | 13          | 13    | 12          | 12          | 12          | 10    | 8           | 5           | 8           | 3     | 10          | 29          | 41          | 59    | 63          | 63          | 105         |           |           |
| Llegenda: G: Guanyador; F: Finalista; SF: Semifinalista; QF: Quarts de final; Q: Qualificació; A: Absent; RR: Round Robin; |     |             |             |             |      |             |             |             |       |             |             |             |       |             |             |             |       |             |             |             |       |             |             |             |       |             |             |             |           |           |

### Dobles mixts
| Open d'Austràlia | A           | A           | A           | A           | A           | 1R          | 1R          | 2R          | 2R          | G           | F           | A           | SF          | QF          | 2R          | 2R          | G           | 2R          | F  | 2R          | QF          | G           | QF | QF          | A           | 2R          | 2R          | 3 / 20 |
| Roland Garros | A           | A           | A           | 3R          | 2R          | QF          | 3R          | QF          | 2R          | 2R          | 2R          | F           | QF          | QF          | 1R          | 2R          | QF          | QF          | SF | 2R          | A           | 2R          | G  | 1R          | A           | A           | NC          | 1 / 20 |
| Wimbledon | 3R          | A           | 1R          | QF          | QF          | G           | A           | 3R          | QF          | G           | 3R          | A           | QF          | QF          | 2R          | F           | G           | QF          | F  | 2R          | 2R          | G           | 3R | 1R          | A           | 1R          | NC          | 4 / 22 |
| US Open | A           | 1R          | A           | 1R          | 1R          | 2R          | 1R          | F           | 2R          | A           | SF          | QF          | 1R          | F           | G           | F           | QF          | SF          | QF | A           | QF          | G           | 2R | A           | A           | A           | NC          | 2 / 19 |
| Jocs Olímpics | No celebrat | No celebrat | No celebrat | No celebrat | No celebrat | No celebrat | No celebrat | No celebrat | No celebrat | No celebrat | No celebrat | No celebrat | No celebrat | No celebrat | No celebrat | No celebrat | No celebrat | No celebrat | QF | No celebrat | No celebrat | No celebrat | A  | No celebrat | No celebrat | No celebrat | No celebrat | 0 / 1  |
| Llegenda: G: Guanyador; F: Finalista; SF: Semifinalista; QF: Quarts de final; Q: Qualificació; A: Absent; RR: Round Robin; |             |             |             |             |             |             |             |             |             |             |             |             |             |             |             |             |             |             |    |             |             |             |    |             |             |             |             |        |